# Archibald Frank Engelbach

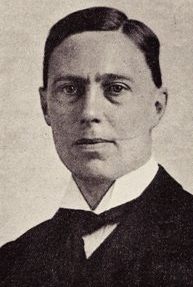
Archibald Frank Engelbach

Archibald Frank Engelbach (* 1. Januar 1881 in Teddington, Middlesex, London Borough of Richmond upon Thames; † 14. Dezember 1961 in London) war ein englischer Badmintonspieler. Er stammte aus einer elsässischen Familie von Lehrern, Pfarrern und Juristen. Sein Vorfahre Gottlieb Ludwig Engelbach war infolge der Französischen Revolution nach England gegangen, wo er eine Anstellung als "großbritannischer Rechnungskammer-Inspektor" fand. Die Wurzeln seiner Familie liegen in Oberhessen, im Raum Biedenkopf – Marburg – Alsfeld – Gießen.
1930 heiratete er Violet Baddeley in Dinard (Frankreich).

## Karriere
Engelbachs größter sportlicher Erfolg datiert von den All England 1920. Dort startete er mit Raoul du Roveray im Herrendoppel und siegte in dieser Disziplin bei dem ältesten und zu dieser Zeit hochkarätigsten Badmintonturnier der Welt. Von 1921 an repräsentierte er England international. Nach dem Zweiten Weltkrieg verfasste er den "Engelbach Report on Boxing".
Schon mit 17 Jahren hatte er 1898 den Gymnastik-Wettbewerb der öffentlichen Schulen gewonnen. Engelbach ist Absolvent des Dulwich College.
Er diente im Ersten Weltkrieg beim Middlesex Regiment.
In den Londoner Telefonbüchern von 1910 bis 1925 wird er als Advokat (Zulassung 1906) genannt, u. a. bei 2 Paper Buildings. Richter am Shoreditch County Court 1940, am Windsor County Court 1943, ging er 1955 in den Ruhestand. Er lebte zuletzt in Wynnstay Gardens, Allen Street, Kensington, London W8.

## Sportliche Erfolge
| Saison | Veranstaltung | Disziplin    | Platz | Name                                         |
| ------ | ------------- | ------------ | ----- | -------------------------------------------- |
| 1920   | All England   | Herrendoppel | 1     | Archibald Frank Engelbach / Raoul du Roveray |
| 1922   | All England   | Mixed        | 2     | Archibald Frank Engelbach / Kathleen McKane  |